# Jerzy Kaliszewski
Jerzy Kaliszewski (né le 8 juin 1912 – décédé le 31 mai 1990) est un acteur polonais de cinéma.

## Filmographie

### Films
- 1939 : Testament profesora Wilczura de Leonard Buczkowski
- 1939 : Doktór Murek de Juliusz Gardan : Jerzy Czułowski, employé du directeur Czabran, fiancé de Tuna
- 1950 : La Ville indomptée (en polonais : Miasto nieujarzmione) de Jerzy Zarzycki : officier allemand impliqué dans la destruction de Varsovie
- 1952 : La Jeunesse de Chopin (en polonais : Młodość Chopina) d'Aleksander Ford : Maurycy Mochnacki
- 1955 : Podchale w ogniu : lieutenant
- 1955 : Godziny nadziei de Jan Rybkowski : commandant Woynicz
- 1971 : Bolesław Śmiały de Witold Lesiewicz : Stanisław de Szczepanow, évêque de Cracovie
- 1977 : Sprawa Gorgonowej de Janusz Majewski : Médecin de la cour Żurawski
- 1977 : Les Soldats de la liberté (en polonais : Żołnierze wolności) de Jurij Ozierow : Jan Stanisław Jankowski, délégué du gouvernement RO à domicile (dans les parties 1-2)
- 1977 : Raszyn. 1809 : Feliks Łubieński, ministre de la Justice
- 1977 : Pasja de Stanisław Różewicz : le père de Dembowski
- 1978 : Zaległy urlop de Janusz Zaorski : le directeur de l'union
- 1979 : L'Enquête du pilote Pirx (en polonais : Test pilota Pirxa) de Marek Piestrak : Dr Kristoff
- 1980 : Powstanie Listopadowe. 1830–1831 de Lucyna Smolińska : général Karol Kniaziewicz
- 1980 : Polonia Restituta de Bohdan Poręba : Thomas Woodrow Wilson, président des États-Unis